# Jere Cooper
Jere Cooper, född 20 juli 1893 i Dyer County i Tennessee, död 18 december 1957 i Bethesda i Maryland, var en amerikansk demokratisk politiker. Han var ledamot av USA:s representanthus från 1929 fram till sin död.
Cooper studerade vid Cumberland School of Law och inledde 1915 sin karriär som advokat i Tennessee. I första världskriget tjänstgjorde han i USA:s armé. År 1929 tillträdde han som kongressledamot. Cooper avled 1957 i ämbetet och gravsattes på Fairview Cemetery i Dyersburg.